# Siemiechów (województwo małopolskie)
Siemiechów – wieś w Polsce położona w województwie małopolskim, w powiecie tarnowskim, w gminie Gromnik.

## Toponimia
Nazwa wsi pochodzi z przekształcenia wcześniejszej nazwy Siedmichów, która powstała od siedmiu mnichów zamordowanych podczas najazdu Tatarów w 1241 roku. W 1899 roku Siemiechów kupił Adam Doboszyński, adwokat z Krakowa.

## Położenie
Wieś znajduje się na Pogórzu Rożnowskim, w dolinie potoku Siemiechówka, oraz na wznoszących się nad nią wzgórzach; od północnej strony jest to masyw Wału. W latach 1975–1998 miejscowość położona była w województwie tarnowskim. Przez miejscowość biegnie droga wojewódzka nr 980.

## Integralne części wsi
Chmielnik, Dybkówka, Głęboczyzna, Górny Siemiechów, Granica, Igle, Łęg, Małe Góry, Moszczenica, Palmówka, Pichnerówka, Pogorzałki, Wielkie Góry, Wołówka. 

## Zabytki
Obiekty wpisane do rejestru zabytków nieruchomych województwa małopolskiego.  
- Kościół Matki Boskiej Gromnicznej;
- Cmentarz wojenny nr 181.

### Inne zabytki
- Cmentarz wojenny nr 182;
- Cmentarz wojenny nr 183.

## Religia
W miejscowości ma swoją siedzibę rzymskokatolicka parafia Ofiarowania w Świątyni i Wniebowstąpienia Pana Jezusa.

## Osoby związane z miejscowością
- Adam Doboszyński

## Galeria zdjęć

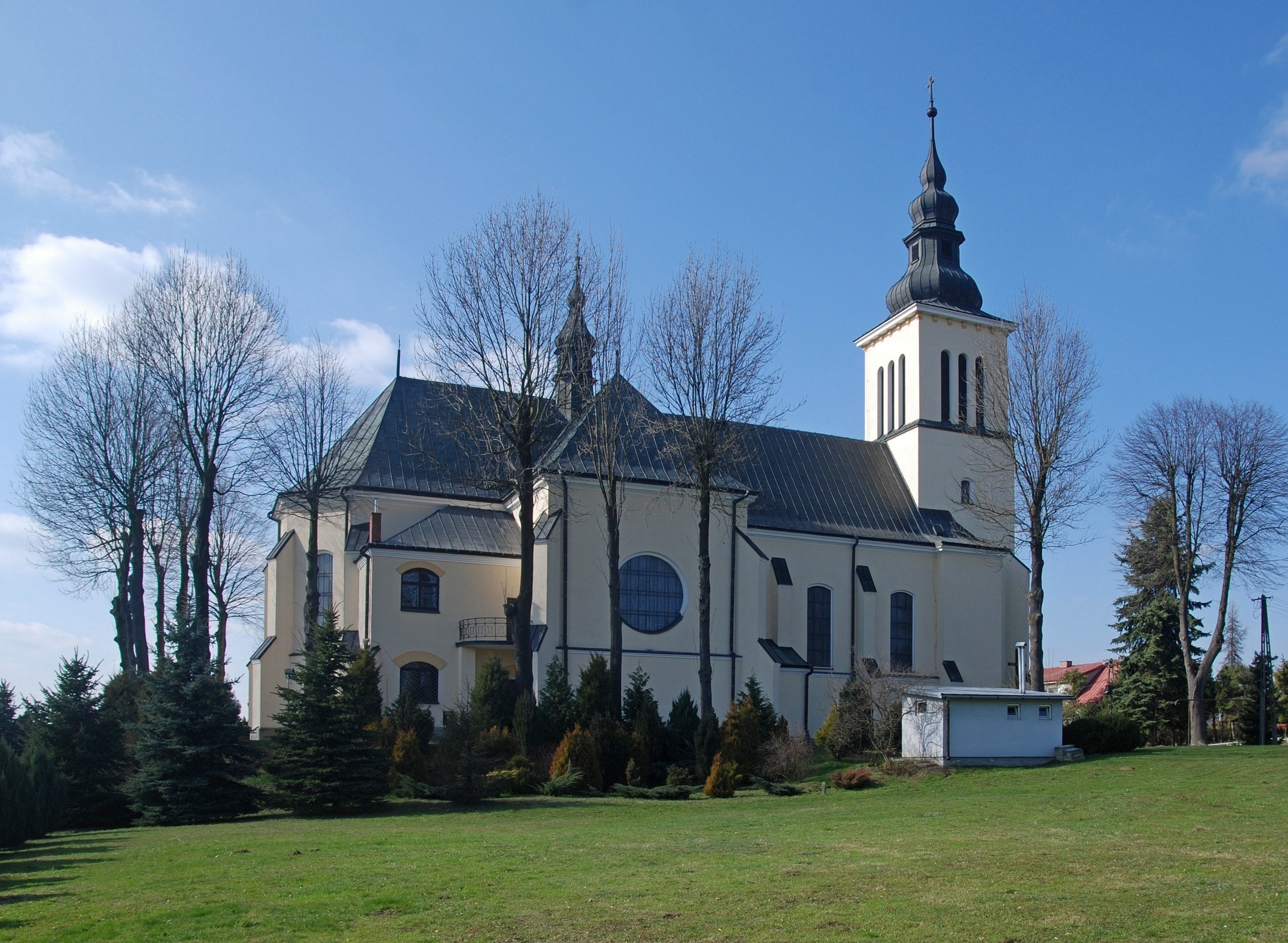
Kościół parafialny
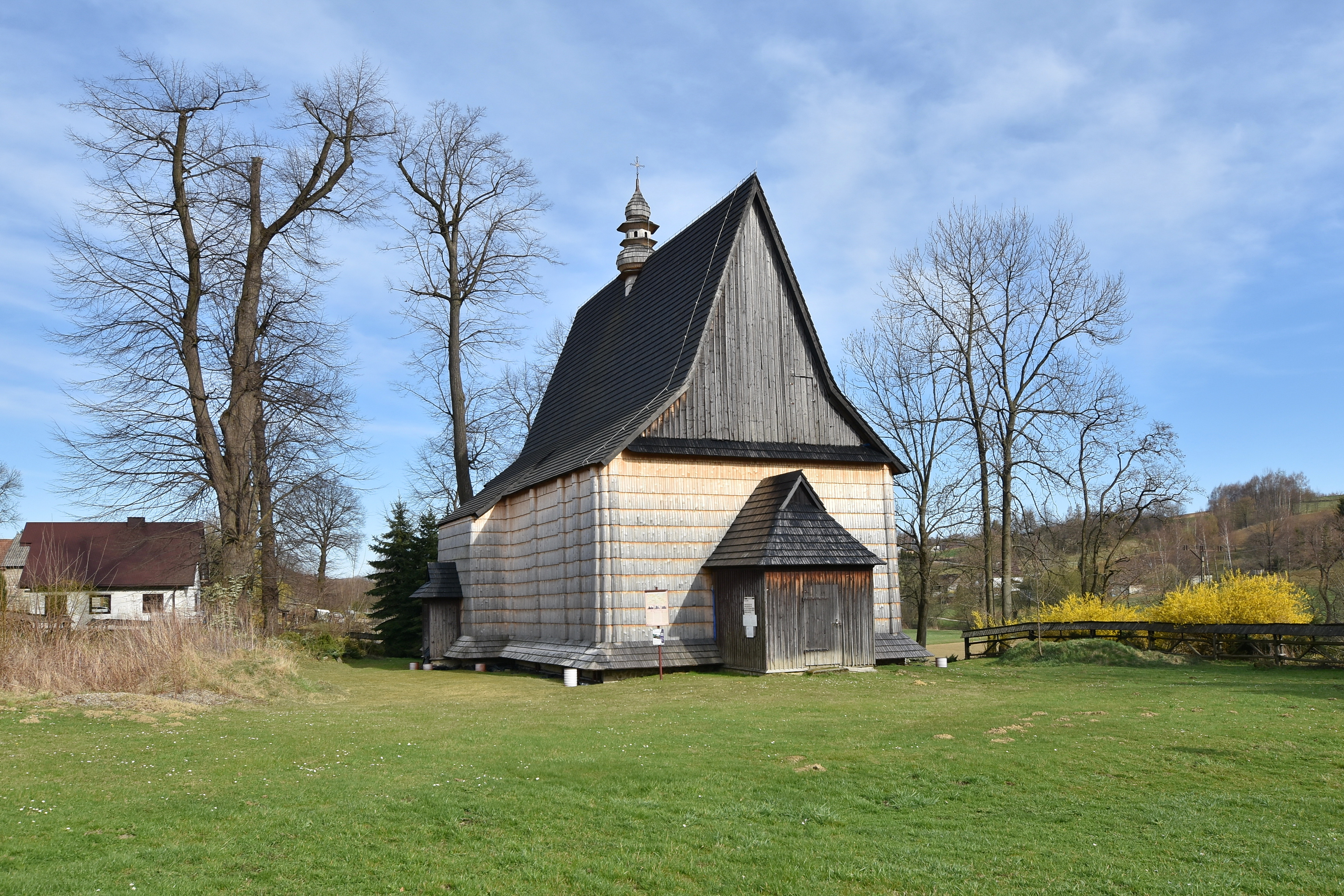
Zabytkowy kościół MB Gromnicznej w Siemiechowie
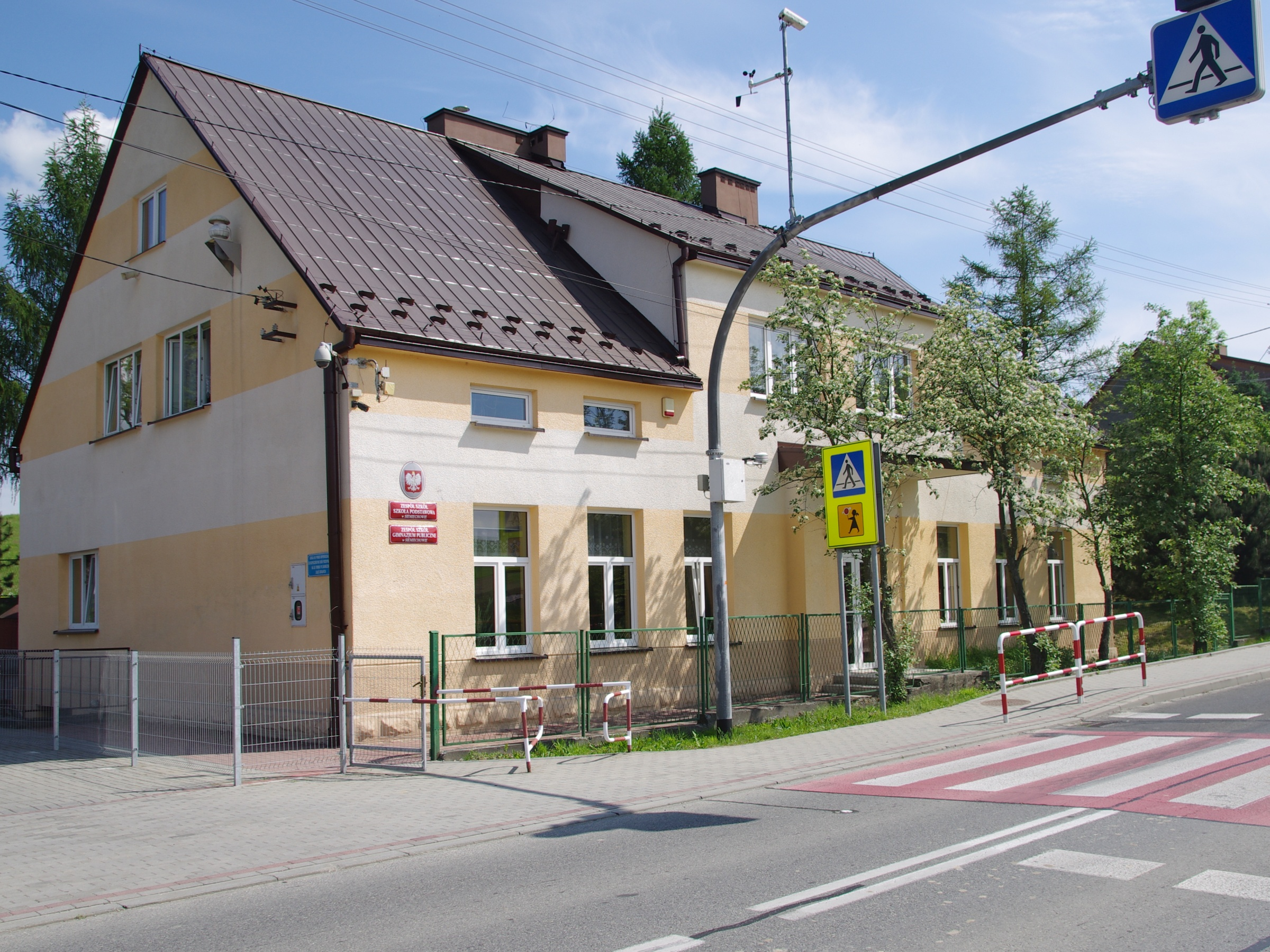
Przedszkole
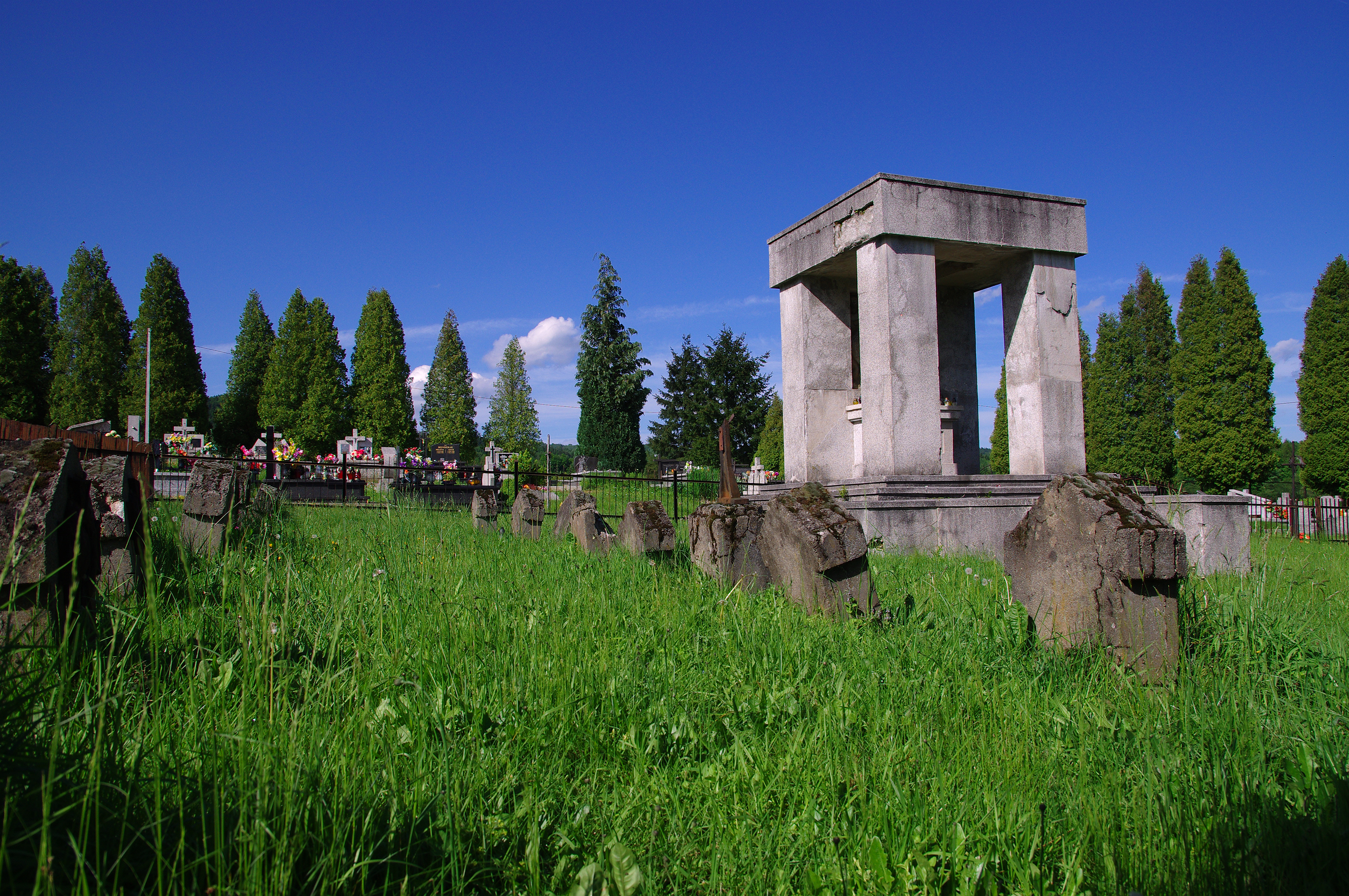
Cmentarz wojenny nr 183